# De 12 mooiste ballades
De 12 mooiste ballades is een herbewerkte en grotendeels heringezongen cd van het Nederlandse artiestenduo Bassie en Adriaan. De cd werd uitgebracht onder het label Bridge Music in 2001.

## Algemeen
Op deze cd zingen Bassie en Adriaan 12 liedjes uit hun series die een verhaal vertellen, ook wel ballades genoemd. Zo wordt er gezongen over de zoektocht van de ezel Dimitri naar ezelin Helena, de ontdekkingsreis van Erik de Viking naar Amerika, de lijdensweg van de indiaan Geronimo, de zoektocht van Jimmy de cowboy naar goud en de geheimzinnige, kleine wezentjes, de Fairies genaamd, uit Ierland.

## Liedjes
1. De Ezel Ballade (Bas van Toor/Aad van Toor/Rinus van Galen)
2. De Muis En Olifant (Aad van Toor/Aad Klaris)
3. Erik De Viking (Aad van Toor/Bert Smorenburg)
4. Toen Ging De Wekker (Aad van Toor/Aad Klaris)
5. Jimmy (Aad van Toor/Aad Klaris/Bert Smorenburg)
6. Geronimo (Aad van Toor/Aad Klaris/Bert Smorenburg)
7. Neef's Dierentuin (Bas van Toor/Aad van Toor/Rinus van Galen/Bert Smorenburg)
8. Ook Een Clown (Aad van Toor/Maurizio Mantille)
9. Mac Bassie (Bas van Toor/Aad van Toor/Rinus van Galen)
10. De Prins En De Kikker (Bas van Toor/Aad van Toor/Rinus van Galen/Bert Smorenburg)
11. De Fairries (Aad van Toor/Aad Klaris/Bert Smorenburg)
12. Dimitri (Aad van Toor/Aad Klaris)